# Nagykáta Városi Sportcsarnok
A Nagykátai Városi Sportcsarnok Nagykáta város sportrendezvényeinek, sportolóinak edzése, a település óvodai és iskolai - így a Ceglédi SzC Nagykátai Ipari Szakképző Iskola, a Mátray Gábor Általános Iskola, valamint a Váci Mihály Katolikus Általános Iskola Kisegítő tagozata - tornaóráinak helyet adó sportcsarnoka.

## Tervezés és építés
A csarnokot 2008-ban építették fel az úgynevezett PPP konstrukcióban. A létesítmény az úgynevezett "D2"-es modell.

## Jelentősebb események
I. Nagykátai Futsal Fesztivál (2009.04.15)
II. Nagykátai Futsal Fesztivál (2010.03.09.)
Nagykátai Nemzetközi Futsal Torna (2011.02.19-20.)
Magyarország - Oroszország női futsal felkészülési mérkőzés (2013.02.06)
Hallássérült futsal Európabajnoki selejtező (2014.02.15)
Nagykáta SE - Ferencvárosi TC öregfiú gálamérkőzés (2017.12.30)
MLSZ Pest Megyei Igazgatóság U11-es és U13-as futsalbajnokság 4-es döntője (2018.03.04)
XI. Extractum Pharma Kárpát Kupa Nemzetközi Ifjúsági Férfi Labdarúgó Torna (2021.06.05-06.)
Olimpiai Reménységek Versenye, Diákbajnokság és Engrich Mariann Emlékvereseny (2023.03.18.)

## A létesítmény igazgatói
Agócs Tibor 2008-2009.
Gallai Gergő 2009-2012.
Marosi Gábor 2012-2015.
Simon Tamás 2015-

## Technikai paraméterek
- 200 fős állóhely;
- 400 ülőhely;
- 8 öltöző (6 játékos, valamint 1 edzői és 1 játékvezetői);
- orvosi szoba;
- 50 m2-es kondicionáló terem;
- a küzdőtéren található nemzetközi méretű pályák:

1. kézilabda
2. röplabda
3. kosárlabda
4. tenisz
5. futsal
6. tollaslabda
7. és egyéb más teremben űzhető játékok

## Külső hivatkozások
- Káta Sport Nonprofit Kft.
- Nagykáta város hivatalos honlap